# باسل مصطفى
باسل مصطفى هو لاعب كرة قدم سوري من مواليد 13 سبتمبر عام 1990 يلعب كمهاجم لصالح نادي تشرين السوري.